# Guglielmo Poggi
Guglielmo Poggi (Roma, 11 aprile 1991) è un attore italiano.

## Biografia
Dopo aver conseguito il diploma presso l'Accademia Corrado Pani e il Centro sperimentale di cinematografia, esordisce al cinema nel 2012 in Viva l'Italia di Massimiliano Bruno. Due anni dopo è nel cast del film Smetto quando voglio in cui interpreta la parte di Maurizio. Nello stesso anno partecipa al thriller italiano Surrounded e alla fiction Un'altra vita per la regia di Cinzia TH Torrini. Nel 2015 gira il suo primo film da protagonista: Il nostro ultimo, un road movie diretto da Ludovico Di Martino; il film viene premiato in numerosi concorsi di cinema indipendente di tutto il mondo, ricevendo anche il premio per lo stesso Poggi come migliore attore protagonista del Film festival internazionale di Milano (MIFF). A queste produzioni si intervallano diverse interpretazioni a teatro, tra cui il Romeo e Giulietta al Globe Theatre di Roma per la regia di Gigi Proietti (tre stagioni), Mar del Plata di Claudio Fava, e Una giornata particolare, drammatizzazione dell'omonimo film di Ettore Scola, assieme a Giulio Scarpati e Valeria Solarino.
Del 2016 è la partecipazione a L'estate addosso di Gabriele Muccino nella parte del "cannarolo" Vulcano. Nel 2017 Poggi torna a recitare con Massimiliano Bruno in Beata ignoranza e nel film di Alessandro D'Alatri The Startup. Nello stesso anno, il cortometraggio Siamo la fine del mondo, di cui firma la regia, viene selezionato per partecipare allo Short Film Corner del Festival di Cannes del 2017 e vince i premi per il "miglior corto" e "miglior regia" al Terni Film Festival. Certe brutte compagnie, altro cortometraggio da lui diretto, si aggiudica il "premio del pubblico" e il "premio alla memoria Gianluigi Monniello" nella rassegna "Filmdipeso" tenuta a Latina e il premio per la "migliore attrice protagonista" al Terni Film Festival. Sempre nel 2017, torna ad interpretare Maurizio, il personaggio di Smetto quando voglio, per il terzo ed ultimo capitolo della serie, Smetto quando voglio - Ad honorem. Il 2018 lo vede impegnato in un ruolo nella serie televisiva Trust per la regia di Danny Boyle e nel suo secondo film da co-protagonista Il tuttofare, opera prima di Valerio Attanasio, che gli vale il Premio Guglielmo Biraghi. Segue, sul finire dello stesso anno, la partecipazione a La profezia dell'armadillo, tratto dal fumetto omonimo di Zerocalcare. Nel 2019 partecipa a Bentornato Presidente!, sequel di Benvenuto Presidente!, per il quale riceve una candidatura al Nastro d'Argento come "migliore attore di commedia".
È il più giovane candidato nella storia di questa categoria. 
Oltre a dedicarsi alla recitazione e alla regia, Guglielmo Poggi coltiva la passione per la musica: suona diversi strumenti musicali e si esibisce occasionalmente dal vivo con il suo gruppo, gli Eretica. Nel 2018 partecipa inoltre, in veste di cantautore, alla quarta edizione del talent-show radiofonico Dallo Stornello al Rap, curato da Elena Bonelli su Rai Radio Live, dove giunge alla finalissima e si classifica al terzo posto con il brano da lui stesso composto Non ritorno mai. Nel 2019, in compagnia del gruppo L'Orchestraccia, chiude il tradizionale Concerto del Primo Maggio a Roma. Nel 2020 prende parte alla serie Sky Cops - Una banda di poliziotti, con Claudio Bisio. Nel 2021 viene annunciata la sua partecipazione alla serie Luna Park prodotta da Netflix e riconfermato nella serie Cops 2.
Nel 2022 è protagonista del film (Im)perfetti criminali di Alessio Maria Federici.

### Vita privata
È figlio degli attori Paola Rinaldi e Pierfrancesco Poggi, con i quali ha condiviso più volte il set e il palcoscenico.

## Filmografia

### Cinema
- Viva l'Italia, regia di Massimiliano Bruno (2012)
- Surrounded, regia di Laura Girolami e Federico Patrizi (2014)
- Smetto quando voglio, regia di Sydney Sibilia (2014)
- Basta poco, regia di Andrea Muzzi e Riccardo Paoletti (2015)
- Il nostro ultimo, regia di Ludovico Di Martino (2015)
- L'estate addosso, regia di Gabriele Muccino (2016)
- Beata ignoranza, regia di Massimiliano Bruno (2017)
- The Startup, regia di Alessandro D'Alatri (2017)
- Smetto quando voglio - Ad honorem, regia di Sydney Sibilia (2017)
- In viaggio con Adele, regia di Alessandro Capitani (2018)
- Il tuttofare, regia di Valerio Attanasio (2018)
- Youtopia, regia di Berardo Carboni (2018)
- Tafanos, regia di Riccardo Paoletti (2018)
- La profezia dell'armadillo, regia di Emanuele Scaringi (2018)
- Bentornato Presidente, regia di Giancarlo Fontana (2019)
- Gli uomini d'oro, regia di Vincenzo Alfieri (2019)
- School of Mafia, regia di Alessandro Pondi (2021)
- (Im)perfetti criminali, regia di Alessio Maria Federici (2022)
- Tu quoque, regia di Gianni Quinto (2025)

### Televisione
- Don Matteo - serie TV, episodio Scommessa perdente (2014)
- Un'altra vita - serie TV (2014)
- I misteri di Laura - serie TV, episodio Il mistero del delitto annunciato (2015)
- Trust - serie TV (2018)
- Cops - Una banda di poliziotti, serie TV (2020-2021)
- Luna Park - serie TV (2021)
- Circeo – miniserie TV (2022)

## Teatro
- Coffee Shop di Guglielmo Poggi e Antonio Monsellato, regia di Pierfrancesco Poggi (2013)
- Romeo e Giulietta di William Shakespeare, regia di Gigi Proietti (2013, 2014, 2016)
- A. B. C. Always Be Closing, liberamente tratto da Glengarry Glen Ross di David Mamet, regia di Alessio Di Clemente (2014)
- Mar del Plata di Claudio Fava, regia di Giuseppe Marini (2016)
- Una giornata particolare, adattamento teatrale di Gigliola Fantoni, regia di Nora Venturini (2016)
- La strada di Cormac McCarthy (2016)
- La scadenza di Guglielmo Poggi, regia di Guglielmo Poggi (2017)
- Non siamo all'altezza di Giulio Guarino, regia di Emilia Nina Di Pietro (2018)
- Isole di Marco Lodoli, regia di Stefano Cioffi (2019)
- Persone naturali e strafottenti di Giuseppe Patroni Griffi, regia di Giancarlo Nicoletti (2020)
- The Holy Game di Gian Maria Cervo, regia di Riccardo Festa (2024)

## Videoclip
- L'estate addosso (Jovanotti) (2016)
- Straniero (Litfiba) (2017)

## Cortometraggi
- Circolo vastatio (2009) (regia)
- L'incontro (2010)
- Big eye (2012)
- L'anno dei Falisci (2014)
- Mamma ti porto in vacanza (2014)
- Cosmic Anxiety (2015)
- Till Now (2015)
- Iron Sky (2016)
- Un po' prima di sparire (2016) (regia)
- Radice di 9 (2016)
- Siamo la fine del mondo (2017) (regia)
- Certe brutte compagnie (2017) (regia)

## Riconoscimenti
- Popoli e Religioni – Terni Film Festival
  - 2017 – Miglior Cortometraggio e Migliore Regia per Siamo la fine del mondo
  - 2019 – Migliore attrice protagonista per Certe brutte compagnie
- MIFF - Film festival internazionale di Milano
  - 2016 – Migliore attore protagonista per Il nostro ultimo
- Rassegna Filmdipeso
  - 2017 – Premio del pubblico e Premio alla memoria Gianluigi Monniello per Certe brutte compagnie
- Nastri d'argento
  - 2018 – Premio Guglielmo Biraghi per Il tuttofare
- Moviemmece Cinefestival della biodiversità del cibo e delle culture
  - 2018 – Premio della Giuria Giovani per Certe brutte compagnie
- Cerveteri Film Festival
  - 2018 – Premio Luca Svizzeretto per La strada[15]
- Foggia Film Festival
  - 2018 – Premio "Migliore attore" per Il tuttofare[16]
- Fabrique du Cinema Awards
  - 2018 – Best Italian Actor[17]
- Premio Cinema Giovane
  - 2019 – Premio "Migliore attore" per Il tuttofare[18]